# Hit ’Em Up
Hit ’Em Up – utwór (diss) amerykańskiego rapera 2Paca. Gościnnie występuje grupa Outlawz. Jest to najbardziej znany diss Tupaca. Określany przez dużą rzeszę ludzi najlepszym tego typu utworem. Do kompozycji powstał teledysk.

## Geneza
Shakur wymierzył tę piosenkę w dwóch raperów ze wschodniego wybrzeża: Notoriousa B.I.G. i Puffa Daddy'ego. Tupac nagrał diss, wychodząc z założenia, że Biggie wiedział o przygotowanym na niego zamachu, w którym został postrzelony 30 listopada 1994 roku w studiu nagraniowym w Nowym Jorku. Zarzucał Biggiemu, że ten go nie ostrzegł. Oprócz Notoriousa i Puffy’ego diss atakował Lil’ Kim, Junior M.A.F.I.A., Chino XL, Mobb Deep, Jay-Z i całe Bad Boy Records. Moment obrażania Jaya-Z został później wycięty.
Z drugiej strony wiele osób przyjęło krytycznie piosenkę 2Paca określając ją jako przegięcie. W piosence wykonawca twierdził, że przespał się z żoną Biggiego – Faith Evans. Ponadto w tekście można usłyszeć, że Prodigy z Mobb Deep cierpi na anemię sierpowatą. Wielu krytyków było zdania, że diss tylko zaostrzy „wojnę” Wschodniego Wybrzeża z Zachodnim Wybrzeżem.
Magazyn XXL określił „Hit ’Em Up” jako „diss numer jeden wszech czasów”.

## Wydania
- „How Do U Want It” – na singlu
- Greatest Hits – największe przeboje 2Paca
- Nu-Mixx Klazzics – zawiera remiks utworu
- Live at the House of Blues – ostatni koncert Tupaca
- Death Row Greatest Hits – największe przeboje wytwórni Death Row
- 2Pac Live – album koncertowy

## Certyfikaty i sprzedaż
| Kraj                  | Certyfikat  | Sprzedaż |
| --------------------- | ----------- | -------- |
| Dania (IFPI Danmark)  | złota płyta | 45 000+  |
| Wielka Brytania (BPI) | złota płyta | 400 000+ |